# Teatro Rossini (Lugo)
Il Teatro Rossini è il teatro cittadino di Lugo (RA). È il più antico teatro comunale dell'Emilia-Romagna tra quelli tuttora esistenti. Ospita il Lugo Opera Festival ed è un teatro di produzione, specializzato nell'opera lirica.

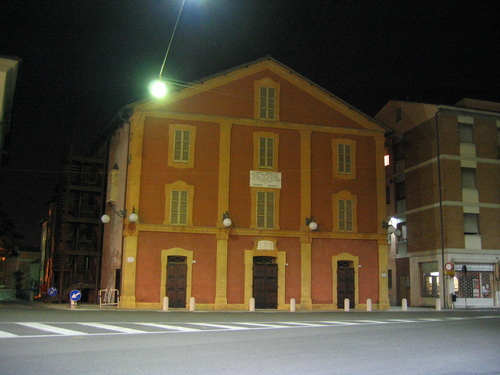
Teatro Rossini

## Caratteristiche tecniche
La capienza è suddivisa in: platea; quattro ordini di posti; loggione.
Al piano superiore vi è il foyer.

### Misure
- Altezza massima dal mezzo della platea al lucernaio: 12,50 m
- Altezza del graticcio dal palcoscenico: 10,80 m
- Declivio del palcoscenico: 5%
- Larghezza del boccascena: 9,20 m
- Larghezza massima della platea: 10,60 m[3]

## Notizie storiche
- 1757: nel mese di settembre il "Consiglio della Comunità" delibera la costruzione del teatro
- 1758: in maggio viene disposta la spesa di 2.535,28 scudi. In luglio cominciano i lavori, seguiti da Francesco Ambrogio Petrocchi, architetto della Comunità
- 1760: i lavori vengono affidati al celebre architetto e scenografo Antonio Galli, detto il Bibbiena, che porta a termine la costruzione e dipinge di sua mano l'interno
- 1761: durante la Fiera annuale, in agosto, ha luogo l'inaugurazione con l'opera Catone in Utica di Pietro Metastasio
- 1813: si esibisce in teatro il celebre violinista Niccolò Paganini
- 1814: viene rappresentata per la prima volta un'opera del giovane Gioachino Rossini, Tancredi. L'anno dopo viene messa in scena L'italiana in Algeri; nel 1818 è allestita La gazza ladra. Altre opere verranno rappresentate negli anni seguenti: La Cenerentola (1820), Il barbiere di Siviglia e Il turco in Italia (1821), La donna del lago e Adelaide di Borgogna (1822)[4]
- 1819: il bolognese Leandro Marconi cambia la curva dei palchi, che dal profilo a campana assume l'attuale forma a ferro di cavallo
- 1849: ai primi di gennaio Giuseppe Mazzini tiene un discorso come deputato di Lugo all'Assemblea Costituente della Repubblica Romana
- 1859: il 21 febbraio il teatro viene intitolato al vivente Gioachino Rossini, compositore di fama mondiale, che aveva studiato musica a Lugo dall'età di 10 all'età di 13 anni
- 1876: il 19 novembre, a seguito delle elezioni politiche del 5-12 novembre, il poeta Giosuè Carducci, eletto nel Collegio di Lugo, tiene un discorso di ringraziamento agli elettori
- 1890: in settembre Antonino Palminteri, direttore d'orchestra e compositore, dirige Norma di Vincenzo Bellini; nell'Intermezzo vengono eseguiti brani tratti dalle due opere teatrali del maestro Palminteri: Amazilia e Arrigo II[5]
- 1895: viene montato il primo impianto (provvisorio) di luce elettrica; diventerà stabile a partire dal 1910
- 1896: il cinema, neonato, arriva a Lugo: al teatro Rossini viene proiettato il 22 novembre il primo cortometraggio
- 1902: Arturo Toscanini, già celebre direttore della Scala di Milano,  dirige l'Aida di Giuseppe Verdi
- 1910: le poltroncine di velluto sostituiscono gli scanni in legno[6]
- 1920: il teatro è adibito a sala cinematografica[6]
- 1944-45: l'edificio viene gravemente danneggiato dai bombardamenti
- Tre banche del territorio (Cassa di Risparmio, Banca del Monte e Cassa rurale) decidono di finanziare i lavori di restauro. Viene presentato al Comune un progetto firmato dall'architetto Pier Luigi Cervellati. Il 6 giugno 1983 il Consiglio comunale approva il progetto di ristrutturazione[6]
- 1984: nel mese di settembre cominciano i lavori, che dureranno circa due anni
- 1986: tra novembre e dicembre il teatro riapre con l'opera La vanità delusa di Domenico Cimarosa[7]
- 2006: il 13 giugno, in una delle ultime sue apparizioni in Italia, Karlheinz Stockhausen presenta in prima mondiale assoluta Porta del Cielo, dal ciclo Klang (Suono).
- 2019: in estate inizia una serie di lavori di ristrutturazione. Il teatro riapre il 15 maggio 2022 dopo due anni e mezzo di lavori e tre stagioni saltate.
- 2023: l'alluvione di maggio procura gravi danni. Il teatro viene nuovamente chiuso.

Nel 2010 si è scoperto che Gioachino Rossini suonò nel teatro che oggi porta il suo nome: avvenne nell'agosto-settembre 1806. Rossini, all'epoca adolescente, fu impiegato al cembalo (mentre il padre Giuseppe suonò il corno da caccia) nell'opera lirica La nobiltà delusa.